# Santa Rosa County
Santa Rosa County är ett administrativt område i delstaten Florida, USA, med 151 372 invånare. Den administrativa huvudorten (county seat) är Milton. 

## Geografi
Enligt United States Census Bureau har countyt en total area på 3 040 km². 2 634 km² av den arean är land och 406 km² är vatten. 

### Angränsande countyn
- Escambia County, Alabama - nord
- Okaloosa County, Florida - öst
- Escambia County, Florida - väst